# SP-29
A SP-29 é uma rodovia transversal do estado de São Paulo, administrada pelo Departamento de Estradas de Rodagem do Estado de São Paulo (DER-SP).

## Descrição
A Rodovia Coronel PM Nelson Tranchesi ou Estrada da Roselândia é uma rodovia de pista única em ambos os sentidos de 12 km de extensão, interligando a Rodovia Raposo Tavares (km 32,5) à Rodovia Castello Branco (km 32), passando pelos municípios de Cotia e Itapevi - onde possui trecho urbano como avenida local.
É administrada pelo Departamento de Estradas de Rodagem, que oferece os serviços de guincho, socorro mecânico, resgate médico e imagens disponíveis no seu site oficial.